# Гори, гори ясно
«Гори, гори ясно» (англ. Brightburn) — американский супергеройский фильм ужасов 2019 года режиссёра Дэвида Яровески и продюсеров Джеймса Ганна и Кеннета Хуана по сценарию Брайана и Марка Ганнов. Главные роли исполнили Элизабет Бэнкс, Дэвид Денман, Джексон А. Данн, Мэтт Джонс и Мередит Хагнер. Фильм повествует о мальчике внеземного происхождения Брэндоне Брайере, выросшим на Земле, который обнаруживает у себя сверхспособности и использует их с тёмными намерениями.
Фильм был анонсирован в декабре 2017 года под рабочим названием Untitled James Gunn Horror Project. Помимо Ганна в качестве продюсера, сценарий написали его брат Брайан и двоюродный брат Марк, адаптировавшие концепцию Супермена в жанре ужасов. Съёмки начались в марте 2018 года и завершились в мае того же года.
Фильм был снят и профинансирован студиями Screen Gems, Stage 6 Films, The H Collective и Troll Court Entertainment. Его выход в США состоялся 24 мая 2019 года компанией Sony Pictures Releasing, в России — днём ранее. Фильм получил смешанные отзывы от рецензентов, которые похвалили элементы ужасов, жестокость, концепцию и игру Бэнкс; в то же время критике были подвергнуты сценарий, спецэффекты и темп. Фильм заработал 33,2 миллионов долларов при бюджете от 6 до 12 миллионов долларов, став кассовым провалом.

## Сюжет
2006 год. В лесу небольшого городка Брайтбёрн в штате Канзас падает космический корабль. Фермеры Тори и Кайл Брайеры, ставшие свидетелями взрыва, идут к месту крушения и находят корабль с ребёнком внутри. Пара усыновляет его, назвав Брэндоном и спрятав космический корабль в погребе сарая.
Двенадцать лет спустя корабль начинает транслировать сообщения инопланетян Брэндону, и тот обнаруживает, что наделён неуязвимостью, невероятной силой, способностью летать и другими необычными качествами. Он в загипнотизированном состоянии идёт к сараю и пытается открыть погреб, повторяя инопланетное послание, но Тори выводит его из транса. Став немного старше, Брэндон становится агрессивным и не уважающим своих приёмных родителей ребёнком. На день рождения мальчика в закусочной его дядя Ноа и тётя Мерили дарят ему охотничье ружьё, но Кайл не позволяет им отдать подарок Брэндону, и тот устраивает истерику. Кайл выводит Брэндона из закусочной и они уходят с Тори.
Кайл подозревает, что с Брэндоном что-то не так, а Тори находит в его комнате фотографии моделей нижнего белья, хирургические схемы и изображения человеческих органов. В ходе прогулки в лесу Кайл пытается объяснить Брэндону про секс и мастурбацию, говоря ему, что иногда можно действовать в соответствии с его побуждениями. В ту же ночь Брэндон, предположительно используя сверхчеловеческую скорость, отправляется в дом своей одноклассницы Кейтлин и прячется в её комнате, пока та не замечает его, затем удирает. Кайл обращает внимание, что их курицы панически боятся Брэндона. Той же ночью Кайл обнаруживает, что все птицы убиты, а запертая дверь курятника сорвана с петель. Тори считает, что это нападение волка, однако Кайл подозревает в содеянном Брэндона. Во время занятия по доверию на физкультуре (нужно упасть назад, не оглядываясь, а партнёр должен подхватить) в школе Брэндон падает, так как Кейтлин не хочет поддержать его. Брэндон в отместку сильно сжимает руку Кейтлин и ломает её, после чего его приглашают на беседу с тётей Мерили, работающей школьным психологом-консультантом.
Позже Тори вновь выводит из транса Брэндона, когда тот левитирует над открытым погребом, произнося послание. Он падает и ранится о корабль, впервые в жизни получив травму. Тори раскрывает ему правду о его прибытии на Землю, после чего Брэндон осознаёт сообщение корабля: «Захвати весь мир». Брэндон навещает Кейтлин, которая говорит ему, что её мать Эрика запретила ей разговаривать с ним. Надев маску, Брэндон преследует и убивает Эрику. Мерили, обеспокоенная отсутствием угрызений совести у Брэндона, говорит ему, что она обязана сообщить о его поведении в полицию. Брэндон пытается запугать Мерили, придя к той домой поздним вечером и угрожая последствиями, но она отправляет его домой. Брэндон незаметно для Мэрили следит за ней в её доме. Ноа приходит домой и, обнаружив прячущегося в шкафу Брэндона, угрожает рассказать о его поведении родителям. Брэндон атакует Ноа и убивает его, поднимая и разбивая машину с находящимся внутри мужчиной. Затем Брэндон его кровью рисует на дороге таинственный знак в виде стилизованного изображения двух букв «B».
После школы Брэндон возвращается домой без рубашки, сказав родителям, что её порвали хулиганы, однако отказывается отдавать её Тори на починку. Его родители узнают от скорбящей Мерили, что Брэндон был около её дома в тот вечер, и испытывают тревогу, когда тот никак не реагирует на известие о гибели Ноа. Кайл обвиняет мальчика в убийстве и хватает его, на что Брэндон с силой отталкивает его. Позже Кайл находит окровавленную рубашку Брэндона и показывает её Тори, но она отказывается верить мужу. Вскоре Брэндон и Кайл уезжают на охоту, во время которой последний умышленно стреляет мальчику в затылок из ружья, но пуля отскакивает от него. Брэндон сжигает отца лазерными лучами из своих глаз.
В дом Брайеров приходит шериф, прося Тори о встрече с Брэндоном. Узнав, что его нет дома, шериф показывает Тори знак, найденный на месте убийства Эрики и Ноа. Позже она находит записную книжку Брэндона с зарисовками убийств, его послание со словами «захватить мир» и тот самый символ. Поняв правоту её мужа, Тори пытается дозвониться до него, но ей отвечает Брэндон, от которого она узнаёт о смерти Кайла. Он прилетает в дом к Тори, намереваясь убить её. Тори вызывает полицию, но Брэндон убивает шерифа и других полицейских. Вспомнив, что корабль может ранить Брэндона, Тори бежит в сарай и находит там изувеченное тело Эрики. Тори вооружается острым куском корабля, чтобы убить Брэндона, но тот заранее предугадывает её атаку. В отместку Брэндон взмывает с Тори в небо и сбрасывает её вниз, после чего она разбивается насмерть. Чтобы замести следы своего преступления, Брэндон сбивает над фермой Брайеров пассажирский самолёт.
В финальной сцене Брэндон сначала оставляет на поле таинственный символ, а потом атакует Брайтбёрн, получив от медиа одноимённое прозвище. Между тем конспиролог Большой Ти рассказывает о странных разрушениях и убийствах в различных уголках Брайтбёрна, а также появлении других сверхъестественных существ, которые вынуждают человечество действовать.

## В ролях
| Актёр             | Роль                       |
| ----------------- | -------------------------- |
| Джексон А. Данн   | Брэндон Брайер / Брайтбёрн |
| Элизабет Бэнкс    | Тори Брайер                |
| Дэвид Денман      | Кайл Брайер                |
| Мэтт Джонс        | Ноа Макникол               |
| Мередит Хагнер    | Мерили Макникол            |
| Бекки Уолстром    | Эрика                      |
| Эмми Хантер       | Кейтлин                    |
| Стивен Блэкхарт   | Трэвис                     |
| Майкл Рукер       | конспиролог Большой Ти     |
| Дженнифер Холланд | мисс Эспеншид              |

## Производство
В декабре 2017 года был анонсирован безымянный проект, продюсером которого выступит Джеймс Ганн. Сценарий фильма было доверено написать его родственникам Брайану и Марку, а режиссёром назначили Дэвида Яровески. В июле 2018 года Ганн должен был появиться на San Diego Comic-Con для обсуждения проекта, однако его отстранили от участия в фестивале вслед за тем, как компания Disney уволила его с поста режиссёра «Стражей Галактики 3» из-за оскорбительных твитов.
В марте 2018 года в актёрский состав фильма вошли Элизабет Бэнкс, Дэвид Денман, Джексон А. Данн, Мередит Хагнер и Мэтт Джонс.
Съёмочный период начался в марте 2018 года и завершился в мае того же года в американском штате Джорджия. Для эпизода обрушения постройки, показанного в финале фильма, использовался реальный кадр сноса здания сэра Джона Карлинга 13 июля 2014 года в Оттаве. Сцены в учебном учреждении были сняты в ныне несуществующей средней школе Патрика Генри в Стокбридже, Джорджия.
Тимоти Уильямс написал музыку к фильму. Саундтрек выпущен компанией Sony Classical.

## Маркетинг
Фильм планировалось продвигать на San Diego Comic-Con в июле 2018 года, однако в последний момент он был отозван с мероприятия после увольнения Джеймса Ганна из Walt Disney Studios и Marvel Studios.
8 декабря 2018 года в сети был выложен первый трейлер фильма. Критики рассматривали трейлер как «фильм ужасов про Ультрамена» из-за преднамеренного сходства с историей происхождения Супермена и как «деконструкцию персонажа». Fast Company писал, что «хотя это официально не фильм про Супермена, он проводит зрителей через каждый этап истории происхождения Кларка Кента, прежде чем резко поворачивает в другую сторону».
3 апреля 2019 года был запущен художественный конкурс, завершившийся 20 мая. Работы победителей были использованы в маркетинговой кампании фильма. 21 мая 2019 года IGN для продвижения фильма загрузил на своём официальном сайте и YouTube розыгрыш ничего не подозревающих добровольцев с персонажем Брэндоном Брейером.
5 августа 2019 года был запущен ещё один арт-конкурс «Band with Brightburn» для продвижения домашнего медиа-релиза фильма. Представленные материалы должны были изображать других суперзлодеев со ссылкой на финальную сцену фильма, намекающую на других персонажей со сверхспособностями. Спонсором конкурса выступил Collider, а его судьёй был актёр Джексон А. Данн. В этом же месяце было объявлено, что костюм Брэндона Брайера будет продаваться эксклюзивно компанией Spirit Halloween в октябре.

## Выпуск и издания
«Гори, гори ясно» был выпущен в США 24 мая 2019 года. Изначально его выход был запланирован на 30 ноября 2018 года. 6 августа 2019 года фильм был выпущен в формате Digital HD, 20 августа — на DVD, Blu-ray и 4K Ultra HD.

## Кассовые сборы
«Гори, гори ясно» собрал 17,3 миллиона долларов в США и Канаде и 15,9 миллиона долларов на других территориях. Общие сборы фильма составили 33,2 миллиона долларов.
В Соединенных Штатах и Канаде фильм был выпущен вместе с «Аладдином» и «Образованием», и по прогнозам его дебютная касса должна была составить около 12–16 миллионов долларов за четырёхдневный уик-энд. Фильм заработал 3 миллиона долларов в первый же день, включая 950 000 долларов на предварительных просмотрах в четверг вечером. В итоге он показал результаты хуже ожидаемого, заработав 7,8 миллиона долларов за три дня (9,6 миллиона долларов за четыре), заняв пятое место. Во второй уик-энд фильм собрал 2,3 миллиона долларов, упав на 70,5 % и заняв девятое место.

## Критика
Фильм получил смешанные отзывы кинокритиков, набрав 57 % на Rotten Tomatoes на основе 205 рецензий, со средней оценкой 5,7 из 10. Критический консенсус веб-сайта гласит: «Хотя „Гори, гори ясно“ не в полной мере выполняет мрачное обещание своей составляющей, этого всё же достаточно, чтобы предложить увлекательную субверсию супергеройского жанра». На Metacritic фильм имеет средневзвешенную оценку 44 из 100, основанную на 31 рецензиях, что указывает на «смешанные или средние отзывы». Зрители, опрошенные сайтом CinemaScore, дали фильму среднюю оценку C+ по шкале от A+ до F, в то время как зрители PostTrak дали фильму 2,5 из 5 звёзд и «определённую рекомендацию».
Алекс Арабиан из The Playlist оставил положительный отзыв о кинокартине: «Этот фильм — жемчужина, особенно для тех, кто жаждет супергеройского кино, злорадно сжигающего формулу „добро против зла“ и привносящего гораздо больше зловещих ощущений».
Фрэнк Шек из The Hollywood Reporter отмечал: «Хотя это и не совсем оригинальная идея, она, безусловно, достаточно эффективна. Но „Гори, гори ясно“ не хватает визуальной стилизации или остроумия, чтобы вывести его из сферы грубых, но эффективных фильмов категории B». Джеймс Уайт из Empire писал: «Скрещивание образов супергероев с элементами ужасов было многообещающей идеей. „Гори, гори ясно“ оживлён фирменной чёрной комедией Джеймса Ганна, но ему мешают отрывочный сценарий и неуместное чувство страха». Эд Гонсалес из журнала Slant также дал фильму отрицательный отзыв: «То, как фильм проходит свои 90 минут, выглядит так, будто его лишили самых важных повествовательных частей».

## Связь с фильмом «Супер»
В сцене в середине титров фильма персонаж Багряного Болта из фильма «Супер» изображён на фотографии, принадлежащей конспирологу по имени Большой Ти (роль исполнил Майкл Рукер).

## Продолжения
В мае 2019 года режиссёр Дэвид Яровески заявил, что после потенциального успеха фильма вселенная «Гори, гори ясно» будет расширена.
В июне 2019 года Джеймс Ганн на вопрос пользователя Instagram о продолжении ответил, что сиквел обсуждается, но он сам будет занят написанием и режиссированием фильмов «Отряд самоубийц: Миссия навылет» и «Стражи Галактики 3».
В августе 2019 года актёр Джексон А. Данн заявил в интервью Screen Rant, что он заинтересован в повторении своей роли Брэндона Брайера. Кроме того, Данн изъявил желание о появлении в сиквеле молодых актёров в главных ролях.
В апреле 2024 года Ганн выразил сомнение в том, что продолжение состоится из-за проблем с авторскими правами.